# بلینا
بلینا نام شهر و شهرستانی در استان سوهاج مصر است.